# Cacsius
Cacsius – rodzaj chrząszczy z rodziny kózkowatych i z podrodziny zgrzypikowych. 

## Zasięg występowania
Przedstawiciele tego rodzaju występują w płd. Brazylii.

## Systematyka
Do Cacsius zaliczane są 2 gatunki:
- Cacsius divus
- Cacsius nobilis